# Hohenstaufenbahn
| |                                          |                                          |                                          |
| Streckennummer (DB): | 4750                                     |                                          |                                          |
| Kursbuchstrecke (DB): | 901 (bis 1984), früher 320 m, 315e, 317c |                                          |                                          |
| Kursbuchstrecke: | 325e (1946)                              |                                          |                                          |
| Streckenlänge: | 27,24 km                                 |                                          |                                          |
| Spurweite: | 1435 mm (Normalspur)                     |                                          |                                          |
| Maximale Neigung: | 25 ‰                                     |                                          |                                          |
| Minimaler Radius: | 200 m                                    |                                          |                                          |
| Streckengeschwindigkeit: | 50–60 km/h                               |                                          |                                          |
| |                                          |                                          |                                          |
| \| \| \| von Nördlingen \| \| \| \| 0,000 \| Schwäbisch Gmünd \| 319 m ü. NN \| \| \| 0,90 \| Vogelhofstraße \| Vogelhofstraße \| \| \| \| nach Stuttgart-Bad Cannstatt \| \| \| \| 1,30 \| Stuttgarter Straße (B 29) \| Stuttgarter Straße (B 29) \| \| \| 1,450 \| Rems \| Rems \| \| \| \| Beginn Rad- und Wanderweg \| \| \| \| 1,60 \| Schwerzerallee \| Schwerzerallee \| \| \| \| Eutighofer Straße (ab 1971) \| \| \| \| 3,253 \| Schwäbisch Gmünd Süd \| 356 m ü. NN \| \| \| 6,689 \| Straßdorf \| 411 m ü. NN \| \| \| 9,257 \| Metlangen-Hohenrechberg \| 431 m ü. NN \| \| \| 10,280 \| Reitprechts \| 437 m ü. NN \| \| \| \| Anschluss Fa. Bühler \| \| \| \| \| Ostalbkreis – Landkreis Göppingen \| \| \| \| 12,123 \| Lenglingen \| 440 m ü. NN \| \| \| 13,408 \| Maitis-Hohenstaufen \| 441 m ü. NN \| \| \| 15,80 \| Maitiser Straße \| Maitiser Straße \| \| \| 16,328 \| Wäschenbeuren \| 420 m ü. NN \| \| \| 16,850 \| Straße „Ökling“ \| Straße „Ökling“ \| \| \| 19,10 \| Krettenbach \| Krettenbach \| \| \| 19,429 \| Birenbach \| 350 m ü. NN \| \| \| 19,60 \| Krettenbach \| Krettenbach \| \| \| 20,952 \| Adelberg-Börtlingen (bis 1962) \| 338 m ü. NN \| \| \| 22,390 \| Rechberghausen \| 330 m ü. NN \| \| \| 22,70 \| Marbach \| Marbach \| \| \| 23,000 \| Anschluss Sägmühle \| Anschluss Sägmühle \| \| \| 23,60 \| Bachdurchlass (Bauwerksnummer 2058) \| Bachdurchlass (Bauwerksnummer 2058) \| \| \| 24,20 \| Wirtschaftsweg \| Wirtschaftsweg \| \| \| \| Ende Rad- und Wanderweg \| \| \| \| 24,533 \| Marbach \| Marbach \| \| \| 24,833 \| Faurndau Nord \| 307 m ü. NN \| \| \| \| früher: Faurndau Nebenbahn \| \| \| \| 24,90 \| Stuttgarter Straße (B 297, ehemals B 10) \| Stuttgarter Straße (B 297, ehemals B 10) \| \| \| 25,00 \| von Stuttgart \| von Stuttgart \| \| \| 26,518 \| Göppingen Nebenbahn (bis 1917) \| Göppingen Nebenbahn (bis 1917) \| \| \| \| Jebenhäuser Straße (L 1214 A) \| \| \| \| 27,240 \| Göppingen \| 316 m ü. NN \| \| \| \| nach Boll \| \| \| \| \| nach Neu-Ulm \| \| |                                          |                                          |                                          |
| Strecke |                                          | von Nördlingen                           | von Nördlingen                           |
| Bahnhof | 0,000                                    | Schwäbisch Gmünd                         | 319 m ü. NN                              |
| Brücke | 0,90                                     | Vogelhofstraße                           | Vogelhofstraße                           |
| Abzweig ehemals geradeaus und nach rechts |                                          | nach Stuttgart-Bad Cannstatt             | nach Stuttgart-Bad Cannstatt             |
| Brücke (Strecke außer Betrieb) | 1,30                                     | Stuttgarter Straße (B 29)                | Stuttgarter Straße (B 29)                |
| Brücke über Wasserlauf (Strecke außer Betrieb) | 1,450                                    | Rems                                     | Rems                                     |
| Strecke (außer Betrieb) |                                          | Beginn Rad- und Wanderweg                | Beginn Rad- und Wanderweg                |
| Brücke (Strecke außer Betrieb) | 1,60                                     | Schwerzerallee                           | Schwerzerallee                           |
| Brücke (Strecke außer Betrieb) |                                          | Eutighofer Straße (ab 1971)              | Eutighofer Straße (ab 1971)              |
| Haltepunkt / Haltestelle (Strecke außer Betrieb) | 3,253                                    | Schwäbisch Gmünd Süd                     | 356 m ü. NN                              |
| Bahnhof (Strecke außer Betrieb) | 6,689                                    | Straßdorf                                | 411 m ü. NN                              |
| Bahnhof (Strecke außer Betrieb) | 9,257                                    | Metlangen-Hohenrechberg                  | 431 m ü. NN                              |
| Haltepunkt / Haltestelle (Strecke außer Betrieb) | 10,280                                   | Reitprechts                              | 437 m ü. NN                              |
| Abzweig geradeaus und von rechts (Strecke außer Betrieb) |                                          | Anschluss Fa. Bühler                     | Anschluss Fa. Bühler                     |
| Grenze (Strecke außer Betrieb) |                                          | Ostalbkreis – Landkreis Göppingen        | Ostalbkreis – Landkreis Göppingen        |
| Haltepunkt / Haltestelle (Strecke außer Betrieb) | 12,123                                   | Lenglingen                               | 440 m ü. NN                              |
| Bahnhof (Strecke außer Betrieb) | 13,408                                   | Maitis-Hohenstaufen                      | 441 m ü. NN                              |
| Strecke mit Straßenbrücke (Strecke außer Betrieb) | 15,80                                    | Maitiser Straße                          | Maitiser Straße                          |
| Bahnhof (Strecke außer Betrieb) | 16,328                                   | Wäschenbeuren                            | 420 m ü. NN                              |
| Strecke mit Straßenbrücke (Strecke außer Betrieb) | 16,850                                   | Straße „Ökling“                          | Straße „Ökling“                          |
| Brücke über Wasserlauf (Strecke außer Betrieb) | 19,10                                    | Krettenbach                              | Krettenbach                              |
| Bahnhof (Strecke außer Betrieb) | 19,429                                   | Birenbach                                | 350 m ü. NN                              |
| Brücke über Wasserlauf (Strecke außer Betrieb) | 19,60                                    | Krettenbach                              | Krettenbach                              |
| Haltepunkt / Haltestelle (Strecke außer Betrieb) | 20,952                                   | Adelberg-Börtlingen (bis 1962)           | 338 m ü. NN                              |
| Bahnhof (Strecke außer Betrieb) | 22,390                                   | Rechberghausen                           | 330 m ü. NN                              |
| Brücke über Wasserlauf (Strecke außer Betrieb) | 22,70                                    | Marbach                                  | Marbach                                  |
| Abzweig geradeaus und von links (Strecke außer Betrieb) | 23,000                                   | Anschluss Sägmühle                       | Anschluss Sägmühle                       |
| Brücke über Wasserlauf (Strecke außer Betrieb) | 23,60                                    | Bachdurchlass (Bauwerksnummer 2058)      | Bachdurchlass (Bauwerksnummer 2058)      |
| Strecke mit Straßenbrücke (Strecke außer Betrieb) | 24,20                                    | Wirtschaftsweg                           | Wirtschaftsweg                           |
| Strecke (außer Betrieb) |                                          | Ende Rad- und Wanderweg                  | Ende Rad- und Wanderweg                  |
| Brücke über Wasserlauf (Strecke außer Betrieb) | 24,533                                   | Marbach                                  | Marbach                                  |
| Bahnhof (Strecke außer Betrieb) | 24,833                                   | Faurndau Nord                            | 307 m ü. NN                              |
| Strecke (außer Betrieb) |                                          | früher: Faurndau Nebenbahn               | früher: Faurndau Nebenbahn               |
| Strecke mit Straßenbrücke (Strecke außer Betrieb) | 24,90                                    | Stuttgarter Straße (B 297, ehemals B 10) | Stuttgarter Straße (B 297, ehemals B 10) |
| Abzweig ehemals geradeaus und von rechts | 25,00                                    | von Stuttgart                            | von Stuttgart                            |
| ehemaliger Haltepunkt / Haltestelle | 26,518                                   | Göppingen Nebenbahn (bis 1917)           | Göppingen Nebenbahn (bis 1917)           |
| Strecke mit Straßenbrücke |                                          | Jebenhäuser Straße (L 1214 A)            | Jebenhäuser Straße (L 1214 A)            |
| Bahnhof | 27,240                                   | Göppingen                                | 316 m ü. NN                              |
| Abzweig geradeaus und ehemals nach rechts |                                          | nach Boll                                | nach Boll                                |
| Strecke |                                          | nach Neu-Ulm                             | nach Neu-Ulm                             |

Hohenstaufenbahn war der amtliche Name der ehemaligen Eisenbahnstrecke zwischen Schwäbisch Gmünd und Göppingen. Auf dem größten Teil ihrer Trasse verläuft seit 1990 ein Fahrrad- und Wanderweg.
Die Königlich Württembergischen Staats-Eisenbahnen führten den vom Berg Hohenstaufen abgeleiteten Namen amtlich ein. Eine frühere nichtamtliche Bezeichnung war Panoramabahn. In den letzten Jahrzehnten wurden die volkstümlichen Benennungen Klepperle in der Schwäbisch Gmünder Gegend und Josefle in der Göppinger Gegend jeweils verbreitete Bezeichnungen.

## Verlauf
Die 27,24 Kilometer lange normalspurige Nebenbahn überwand vom Remstal aus, wo sie auf einer Höhe von 319 Metern begann, einen Anstieg vorbei an den Bergen Rechberg und Hohenstaufen der Schwäbischen Alb. Sie erreichte bei der Ortschaft Maitis am Fuß des Hohenstaufens mit 445 Metern ihren höchsten Punkt und fiel dann zum Filstal hin auf 307 Meter Höhe ab. Die größten Anstiege betrugen in beiden Richtungen jeweils 2,5 Prozent und erstreckten sich von Schwäbisch Gmünd nach Straßdorf beziehungsweise von Birenbach nach Wäschenbeuren. Die gesamte Trasse bestand überwiegend aus Kurven, mit minimalen Kurvenradien von 200 Metern.
Die Trasse des heutigen Rad- und Wanderwegs beginnt in Schwäbisch Gmünd am Südende der Brücke über die Rems und endet im Göppinger Stadtteil Faurndau kurz vor dem ehemaligen Bahnhof Faurndau Nord. Die Anbindung des Radwegs an das Straßennetz erfolgt in Faurndau über die Lehlestraße.

## Geschichte

### Entwicklung bis zum Zweiten Weltkrieg

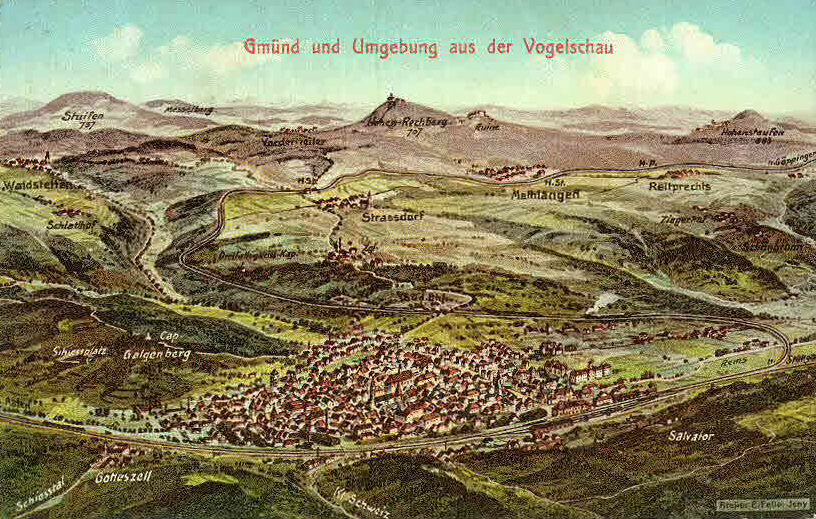
Zeitgenössische Ansichtskarte von Eugen Felle mit vereinfachter Darstellung des Streckenverlaufs bis Lenglingen

Nachdem es im 19. Jahrhundert erfolglose Diskussionen zum Bau einer Hauptbahn zwischen Rems- und Filstal gab, wurde die Hohenstaufenbahn ab 1907 als Nebenbahn erbaut. Der Abschnitt zwischen dem Bahnhof Schwäbisch Gmünd und Wäschenbeuren wurde am 1. August 1911 eröffnet, der Abschnitt zwischen Wäschenbeuren und dem Bahnhof Göppingen am 14. Mai 1912. Beim Bau war erklärtes Ziel, die ländlich geprägten Ortschaften zwischen den Städten Schwäbisch Gmünd und Göppingen gut zu erschließen. Dies spiegelte sich in der hohen Zahl von Stationen auch in kleineren Orten und der ortsnahen Trassenführung wider. Aber die Hohenstaufenbahn war auch eine der wenigen Nebenbahnen in Württemberg, die nicht als Stichbahn ausgeführt war, sondern beiderseits an bedeutenden Städten und bedeutenden Bahnstrecken endete. Daher beförderte sie auch viele Reisende über ihre ganze Streckenlänge hinweg.
Als Besonderheit endete die Hohenstaufenbahn in den ersten Betriebsjahren, das heißt bis zum 29. April 1917, am provisorischen Haltepunkt Göppingen Nebenbahn. Dieser lag 720 Meter westlich des heutigen Göppinger Bahnhofs, zwischen der heutigen Johannes-Scherr-Straße und der Sauerbrunnenstraße. Eine Einführung der Hohenstaufenbahn in den damaligen Göppinger Bahnhof war aus Kapazitätsgründen nicht möglich. Erst im Zuge der in den Jahren 1914 bis 1917 erfolgten Erweiterung des Bahnhofs Göppingen konnte auf die Belange der Hohenstaufenbahn, und der damals noch projektierten Voralbbahn nach Boll, welche 1926 in Betrieb ging, Rücksicht genommen werden. Nach dem Umbau des Bahnhofs Göppingen wurde die Station Göppingen Nebenbahn ersatzlos aufgegeben.
Bis zum Zweiten Weltkrieg nahm die Anzahl der Zugfahrten im Fahrplan stetig zu. Als von April bis August 1945 die Bahnstrecke Stuttgart-Bad Cannstatt–Nördlingen sowohl aus Richtung Waiblingen als auch aus Richtung Aalen durch Brückensprengungen unterbrochen war, hing die Verkehrsanbindung von Schwäbisch Gmünd, Schorndorf und anderen Orten alleine von der Hohenstaufenbahn ab.

### Entwicklung nach 1945

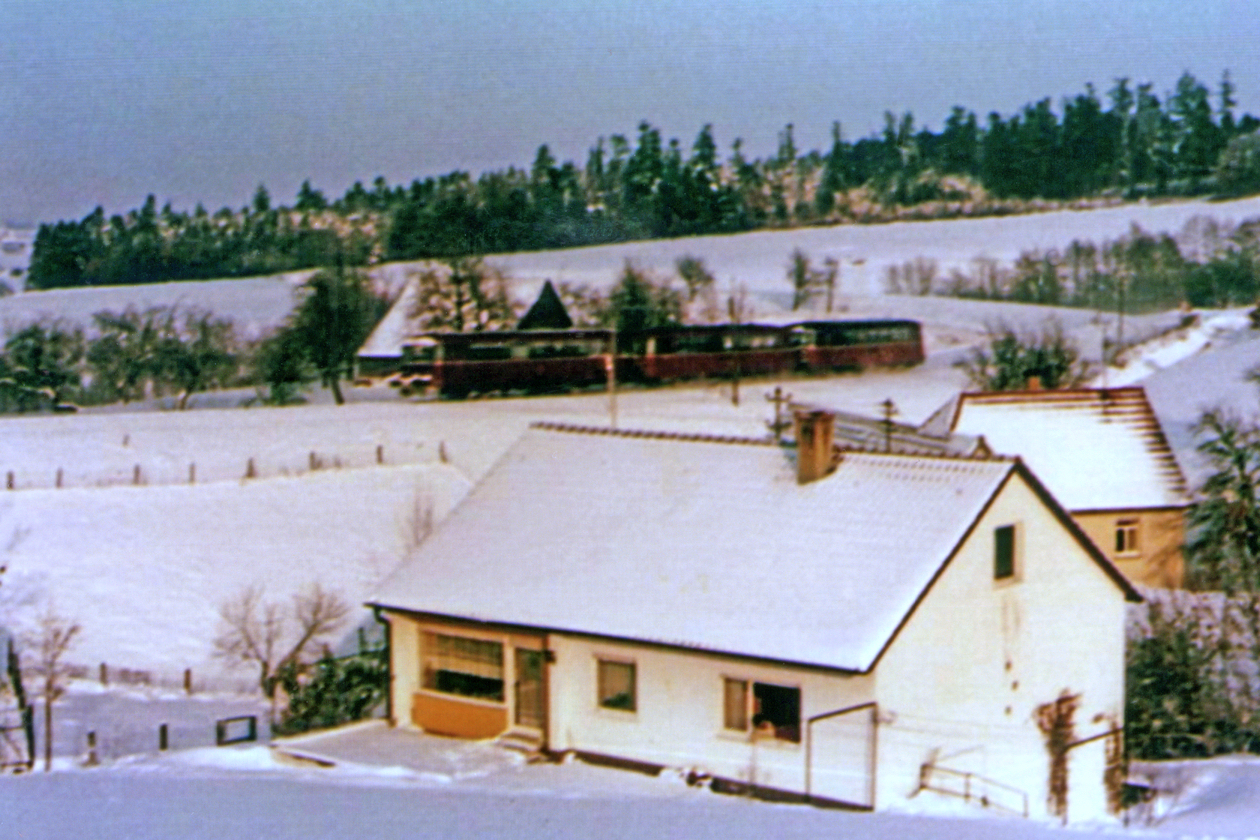
1975: Hohenstaufenbahn bei Metlangen mit Uerdinger Schienenbussen

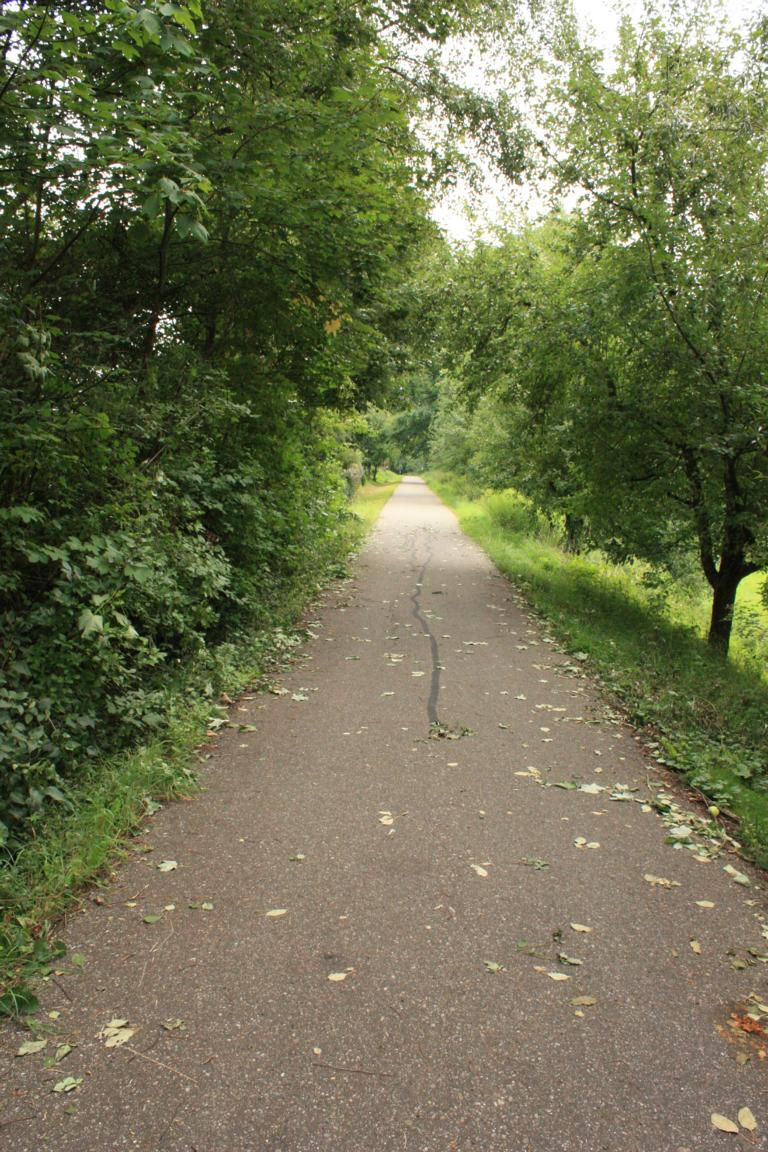
Der Fahrradweg auf der Trasse der ehemaligen Hohenstaufenbahn

Seit der Nachkriegszeit wurden die meisten Personenzüge von Uerdinger Schienenbussen gefahren. Auch überregionaler Güterverkehr wurde über die Hohenstaufenbahn geleitet, zum Beispiel Industrieprodukte des Filstals.
In den Nachkriegsjahrzehnten wurden Investitionen zur Rationalisierung und Beschleunigung getätigt. Dadurch konnte im Sommerfahrplan 1980 mit 40 Minuten die kürzeste Fahrzeit in der Geschichte der Strecke angeboten werden, wobei an allen Unterwegsstationen gehalten wurde. Die Streckenhöchstgeschwindigkeit betrug 50 km/h; für bestimmte Züge waren einzelne Abschnitte zwischen Wäschenbeuren und Göppingen für 60 km/h zugelassen.
Eine Fahrgastzählung ergab 1981 im Abschnitt Schwäbisch Gmünd–Wäschenbeuren gemittelt 387 Reisende pro Tag, zwischen Wäschenbeuren und Göppingen dagegen 1054. Dies spiegelt die unterschiedliche Bevölkerungsdichte wider, der südliche Abschnitt war von Beginn an der verkehrsreichere. Insgesamt gingen die Fahrgastzahlen von 1974 bis 1981 um 22 Prozent zurück. Weil Gleise und Gleisbett seit dem Bau der Strecke keine grundlegende Erneuerung erfahren hatten, verschlechterte sich der Streckenzustand und die Fahrzeiten verlängerten sich wieder. Der Betreiber, die Deutsche Bundesbahn, forderte Hilfen in Millionenhöhe zur Grunderneuerung der Gleise, um den Betrieb fortsetzen zu können. Weder die Bundesregierung noch die Anlieger-Landkreise waren dazu bereit, sie verwiesen stattdessen auf den parallel laufenden Bahnbusverkehr.

### Betriebseinstellung und Rückbau
Aufgrund der wirtschaftlichen Probleme der Strecke leitete die Deutsche Bundesbahn 1982 ein Stilllegungsverfahren ein und stellte schließlich – trotz Protesten der kleineren Anliegergemeinden – zum 2. Juni 1984 (Beginn des Sommerfahrplans) den Personenverkehr auf der Gesamtstrecke ein. Die letzte Fahrt der Hohenstaufenbahn wurde von etwa 1.000 Fahrgästen begleitet. Der Güterverkehr hielt sich abschnittsweise noch etwas länger, er wurde in drei Stufen eingestellt:
- Zum 2. Juni 1984: Schwäbisch Gmünd–Maitis-Hohenstaufen (zusammen mit dem Personenverkehr)
- Zum 1. Januar 1986: Maitis-Hohenstaufen–Faurndau Nord
- Zum 28. Februar 1994: Faurndau Nord–Göppingen. Ein letzter Sonderzug befuhr am 22. Oktober 1994 den Abschnitt.

In den Jahren 1986 und 1987 wurden schließlich die Gleise der Strecke abgebaut (mit Ausnahme des Restabschnitts Faurndau Nord–Göppingen), um den Radweg herstellen zu können. Im Jahr 1998 wurde außerdem in Schwäbisch Gmünd auch die Brücke über die Stuttgarter Straße abgebaut (inklusive des nördlichen Brückenkopfs), sie musste dem vierspurigen Ausbau der Bundesstraße 29 in diesem Abschnitt weichen (diese Überfahrt war jedoch nie Bestandteil des Radwegs). Um 2000 wurde dann schließlich auch das Gleis im Restabschnitt bis Faurndau Nord abgebaut, dieser Abschnitt (welcher größtenteils parallel zu den beiden Gleisen der Filstalbahn verläuft) liegt seither brach.
Die aus dem Jahr 1909 stammende knapp 30 Meter lange und rund 60 Tonnen schwere Stahlbrücke über die Rems wurde im April 2009 in das Schwäbische Bauern- und Technikmuseum im Eschacher Ortsteil Seifertshofen transportiert.
Eine Buslinie des Busunternehmens Omnibusverkehr Göppingen verkehrt seit Stilllegung der Strecke weitgehend parallel zur Bahnstrecke. Seit der Umstellung auf einen einheitlichen Taktverkehr im Jahr 2019 war der Busverkehr gleich schnell wie die Bahn in 1980 - stets 40 Minuten. Zuvor gab es teilweise eine Fahrzeitverlängerung gegenüber der Bahn von wenigen Minuten bis zu 17 Minuten.
2024 beträgt die Fahrzeit 44 Minuten. Die Buslinie trägt seit der Integration des Landkreises Göppingen in den VVS die Nummer 932, davor bis 2020 die Nummer 12.
Seit 15. Juni 2019 verkehrt zusätzlich eine Express-Regiobuslinie zwischen dem Lorcher Bahnhof und dem ZOB in Göppingen, zunächst unter der Nummer X11, aktuell als X93. Die Verbindung wird täglich und im Stundentakt angeboten. Die Fahrzeit beträgt 28 Minuten.

### Nutzung als Rad- und Wanderweg
Die Stadt Schwäbisch Gmünd und andere Streckenanlieger übernahmen die auf ihren jeweiligen Gebieten gelegenen Teile der Trasse und ließen ab 1988 einen asphaltierten Rad- und Wanderweg bauen, der am 7. Juli 1990 als Wander- und Radweg Stauferland mit einer von Schwäbisch Gmünds Oberbürgermeister Wolfgang Schuster angeführten Fahrradkolonne eröffnet wurde. Er wurde aufgrund der viele Aussichtspunkte bietenden Streckenführung und der gleichmäßigen Steigungen sehr beliebt unter Radfahrern und Inline-Skatern.
Im Regionalverkehrsplan der Region Stuttgart, welcher im Jahr 2001 beschlossen wurde, wurde die Möglichkeit eines Wiederaufbaus der Eisenbahnstrecke untersucht. Es kam darin zur Empfehlung, hierfür im Abschnitt Göppingen–Rechberghausen, ohne einen dringlichen Bedarf zu erkennen, die Trasse freizuhalten, aber im weiteren Streckenverlauf diese Option nicht weiterzuverfolgen. Der Regionalplan 2020 der Region Stuttgart sieht hingegen eine komplette Trassenfreihaltung vor. In Rechberghausen wurde 2007 im Rahmen eines Grünprojektes nördlich des Bahnhofes der Bahndamm abgetragen und der Radweg neutrassiert.
Alle Bahnhofsgebäude sind bis heute erhalten. Sie werden verschieden genutzt, beispielsweise in Wäschenbeuren als Kindergarten, in Rechberghausen als Theater und Schwäbisch Gmünd Süd als Gaststätte.

### Reaktivierungsüberlegungen (2020–2023)
Bei einer vom Land Baden-Württemberg 2020 beauftragten Studie zur Ermittlung des Fahrgastpotenzials auf 42 stillgelegten Bahnstrecken im Land wurde eine Reaktivierung der Hohenstaufenbahn als möglich eingestuft. Die Studie ermittelte bei einem 60-Minuten-Grundtakt und 30-Minuten-Takt zur Hauptverkehrszeit ein Potenzial von durchschnittlich 2320 und maximal 3490 Personen pro Streckenabschnitt und Tag. Auch die von Göppingen 1997 stillgelegte Voralbbahn wurde entsprechend für eine Reaktivierung vorgeschlagen. Letztere sollte dann bis Kirchheim unter Teck verlängert werden. Somit wäre eine durchgehende Verbindung von Schwäbisch Gmünd, Göppingen, Bad Boll nach Kirchheim unter Teck möglich. Aufgrund diverser Förderprogramme von Bund und Land Baden-Württemberg würden bis zu 96 % der Planungs- und Investitionskosten übernommen. Auch eine Finanzierung der Betriebskosten wäre teilweise darüber abgedeckt. Eine vorgelagerte Machbarkeitsstudie wurde von 2021 bis 2023 vom Verkehrswissenschaftlichen Institut Stuttgart durchgeführt. Dabei ergab sich für die Strecke ein Kosten-Nutzen-Verhältnis von 0,09; was weit unterhalb des notwendigen Verhältnisses von 1 liegt. Die Gutachter sehen deshalb keine Grundlage für eine Reaktivierung.

## Sonstiges
- Auf der Hohenstaufenbahn wurden auch ehemalige Zahnradtriebwagen VT 97 der Strecke Honau–Lichtenstein nach deren Stilllegung eingesetzt.
- Bis Mai 1980 fuhr auf der Hohenstaufenbahn täglich ein Güterzug mit Personenbeförderung. Sie war damit eine der letzten Einsatzstrecken dieser Zuggattung in Deutschland.

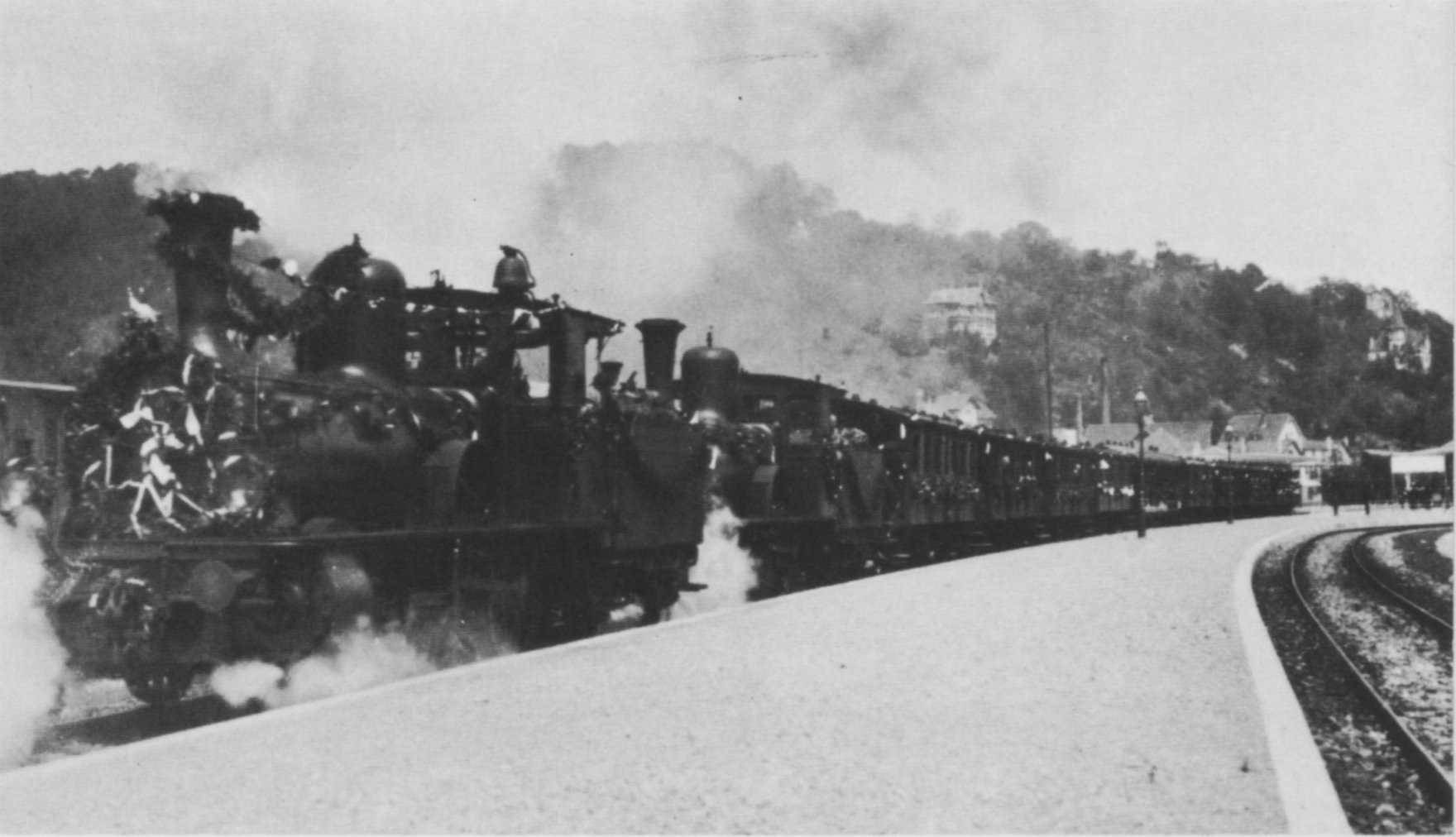
Eröffnungszug Schwäbisch Gmünd-Göppingen mit zwei Loks des Typs Württembergische F 1c im Mai 1912
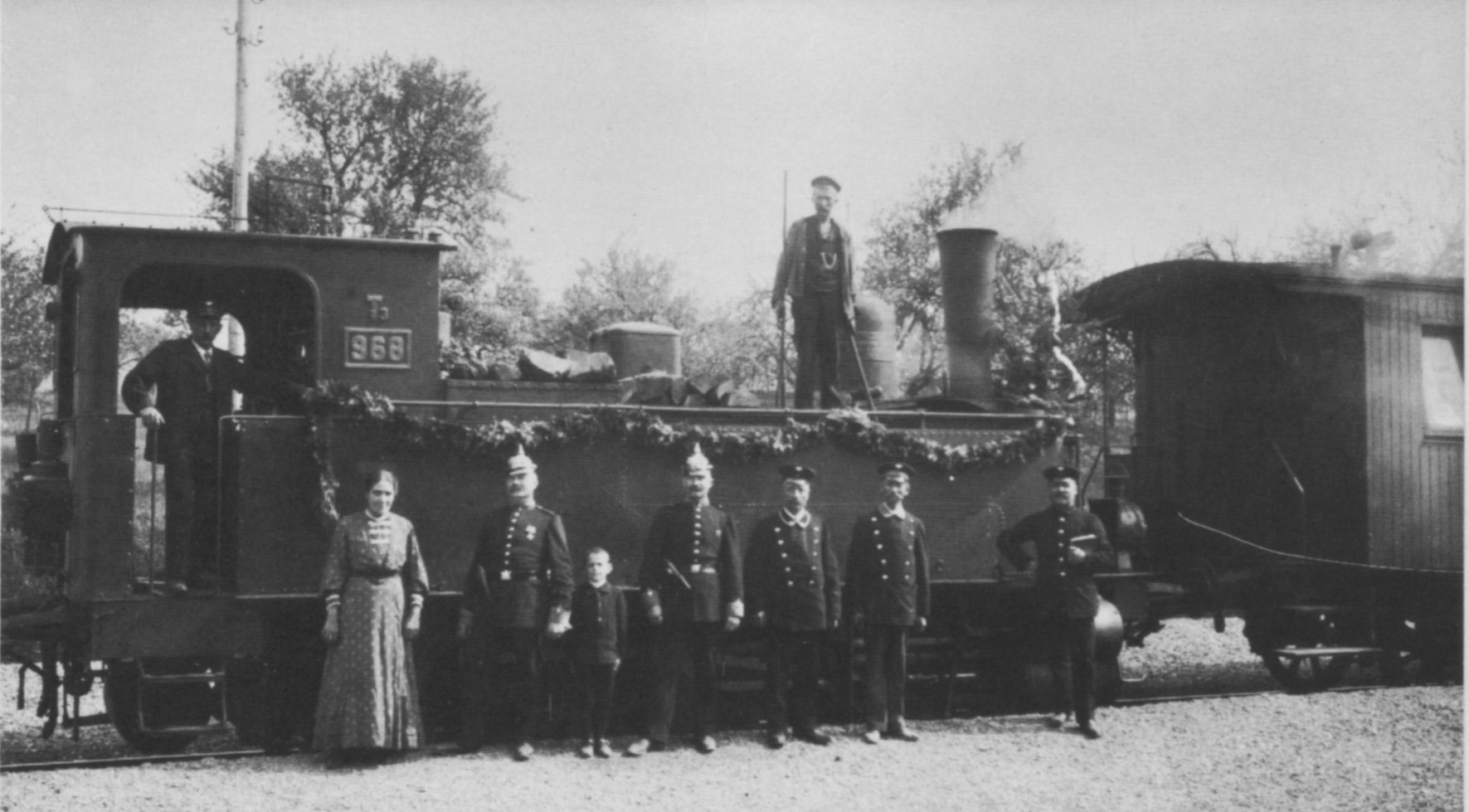
Eröffnungszug Schwäbisch Gmünd-Wäschenbeuren mit einer Württembergischen T 3 im August 1911
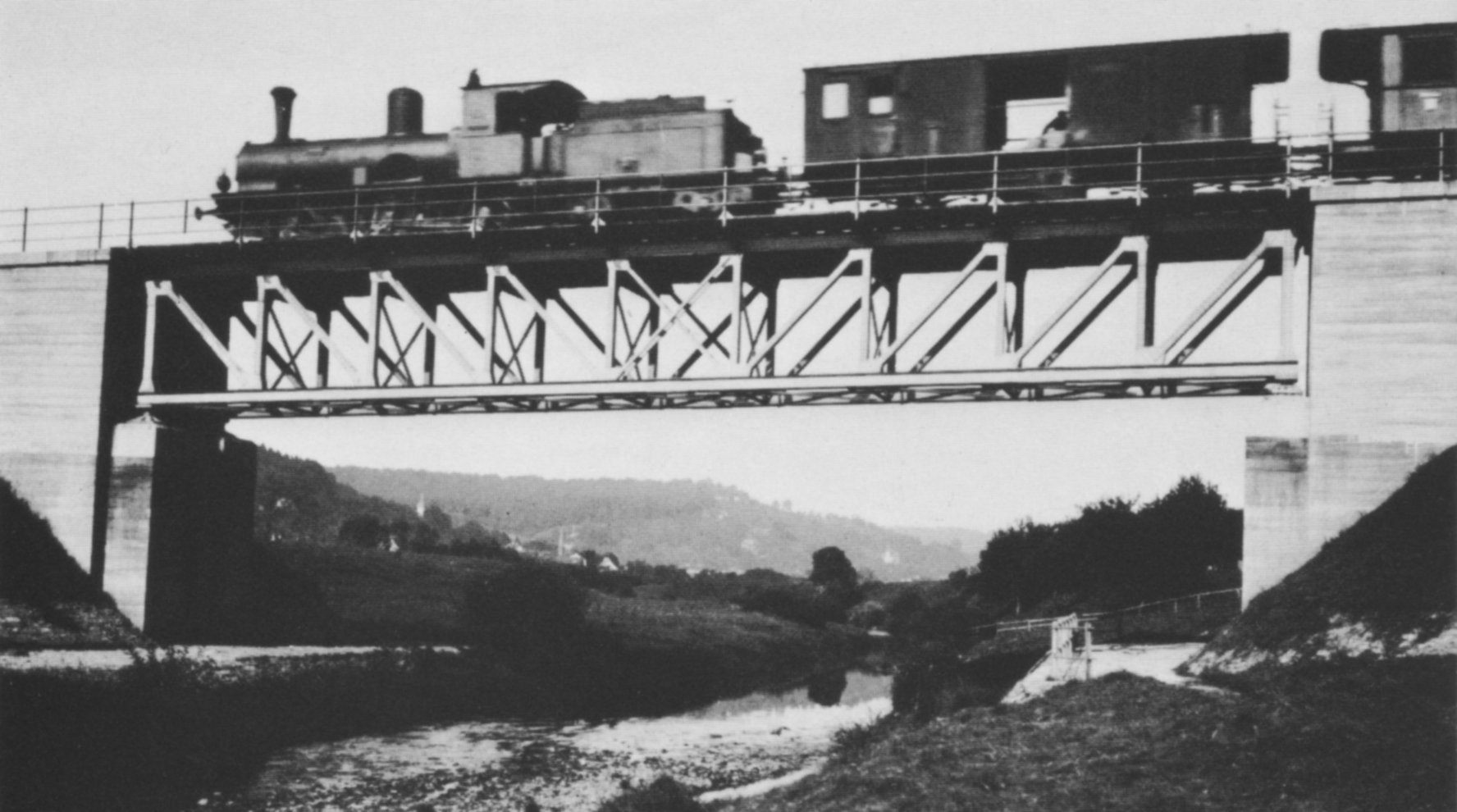
Remsbrücke bei Schwäbisch Gmünd mit Lok Klasse F1
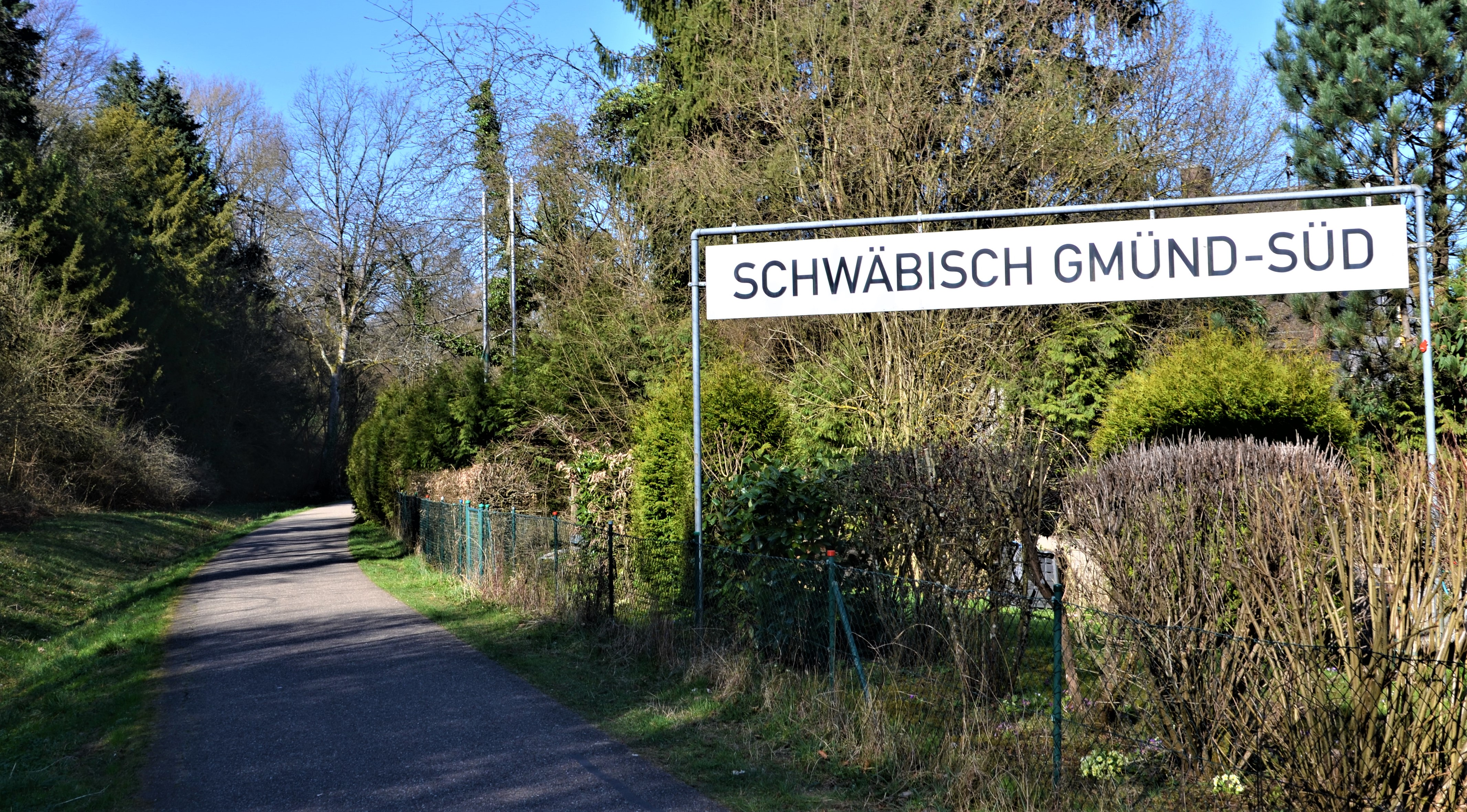
Entlang des Fahrradweges finden sich Relikte der ehemaligen Bahnstrecke: Stationsschild Haltepunkt Schwäbisch Gmünd Süd
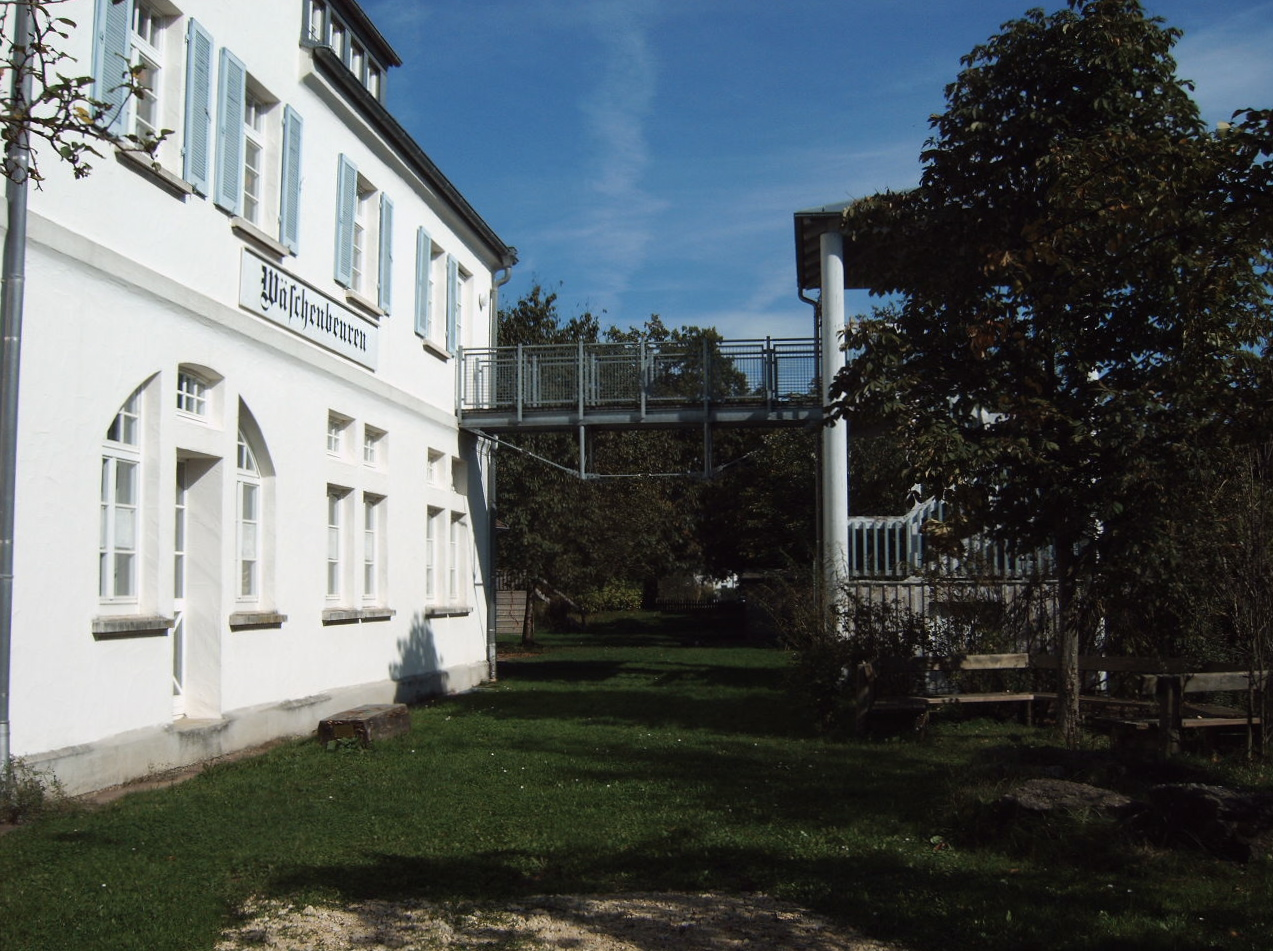
Ehemaliger Bahnhof Wäschenbeuren, heute als Kindergarten genutzt. Der Turm und die Brücke entstanden erst nach der Entwidmung als Bahnhof
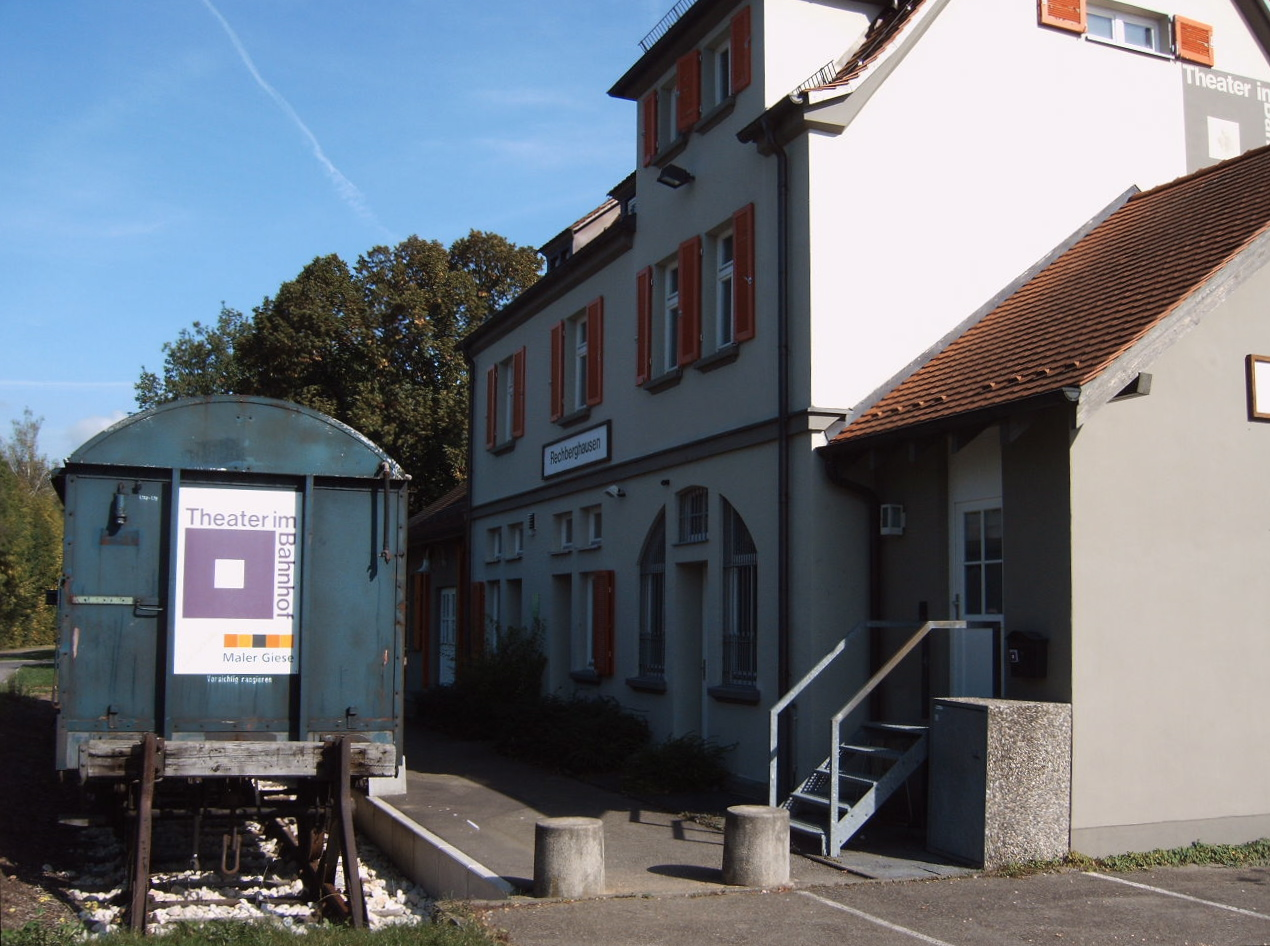
Ehemaliger Bahnhof Rechberghausen. Man kann den spiegelverkehrten Aufbau dieses Bahnhofsgebäudes und jenes von Wäschenbeuren erkennen.